# アミカス・キュリエ
アミカス・キュリエ（アミカス・キューリー、アミカス・キュリィ、amicus curiae：正しくはアミークス・キュリアエと読む、ラテン語）は、個別事件の法律問題について、裁判所に情報または意見を提出する第三者。法廷助言人とも言われる。
アミカス・キュリエには、裁判所からの要請や許可を得た個人・組織がなり、裁判所に意見書(amicus (curiae) brief)を提出したり、口頭で意見を述べる。この制度は主に社会的、政治的、経済的影響のある事件で利用されている。アミカス・キュリエとなるための要件及び手続は各裁判所の規則で定められている。
amicus curiaeはラテン語でfriend of the court(法廷の友人)の意味。単にamicus（amici(複数)）と呼ばれることもある。
アメリカ合衆国連邦控訴手続規則29条は、アミカス・キュリエが意見書を提出できる条件を限定している。三条件のいずれか一つを満たさなければならない。
- 全当事者が書面で同意すること
- 申立てを裁判所が許可すること
- 裁判所の要請があること

ただし、合衆国政府、その職員、州または準州がアミカス・キュリエ意見書を提出する場合は、当事者の同意も裁判所の許可も必要とされない。

## 日本
日本で明示的にこの制度を規定した法令としては、国の利害に関係のある訴訟についての法務大臣の権限等に関する法律（法務大臣権限法）第4条が挙げられる。
また、2022年4月に施行された改正特許法の第105条の2の11において、意見を記載した書面の提出を求めることが規定された。同年9月に、ドワンゴとFC2の侵害訴訟において法改正後初めて採用された。法改正前にも2014年のアップル対サムスン事件で特許権侵害が争われたときに実施されている。